# Garrulax
Garrulax là danh pháp khoa học của một chi chim trong họ Leiothrichidae.

## Các loài
- Garrulax bicolor.
- Garrulax castanotis.
- Garrulax ferrarius.
- Garrulax leucolophus.
- Garrulax maesi.
- Garrulax milleti.
- Garrulax monileger.
- Garrulax palliatus.
- Garrulax rufifrons.
- Garrulax strepitans.

## Chuyển đi
Việc chuyển một số loài sang các chi khác lấy theo Cibois et al. (2018), Cai et al. (2019)

### Melanochichla/Timaliidae
- Garrulax calvus = Melanocichla calva
- Garrulax lugubris = Melanocichla lugubris

### Argya
- Garrulax cinereifrons = Argya cinereifrons
- Garrulax striatus = Argya striata

### Leucodioptron
- Garrulax canorus =Leucodioptron canorum (họa mi)
- Garrulax taewanus = Leucodioptron taewanum
- Garrulax merulinus = Leucodioptron merulinum
- Garrulax annamensis = Leucodioptron annamensis

### Ianthocincla
- Garrulax bieti = Ianthocincla bieti
- Garrulax cineraceus = Ianthocincla cineracea
- Garrulax konkakinhensis = Ianthocincla konkakinhensis
- Garrulax lunulatus = Ianthocincla lunulata
- Garrulax maximus = Ianthocincla maxima
- Garrulax ocellatus = Ianthocincla ocellata. Loài điển hình của chi Ianthocincla (= Cinclosoma ocellatum).
- Garrulax rufogularis = Ianthocincla rufogularis
- Garrulax sukatschewi = Ianthocincla sukatschewi

### Pterorhinus
- Garrulax albogularis.
- Garrulax berthemyi.
- Garrulax caerulatus.
- Garrulax chinensis.
- Garrulax courtoisi (tách từ P. galbanus).
- Garrulax davidi. Loài điển hình của chi Pterorhinus.
- Garrulax delesserti.
- Garrulax galbanus.
- Garrulax gularis.
- Garrulax mitratus.
- Garrulax nuchalis.
- Garrulax pectoralis.
- Garrulax perspicillatus.
- Garrulax poecilorhynchus.
- Garrulax ruficeps.
- Garrulax ruficollis.
- Garrulax sannio.
- Garrulax treacheri.
- Garrulax vassali.

## Hình ảnh

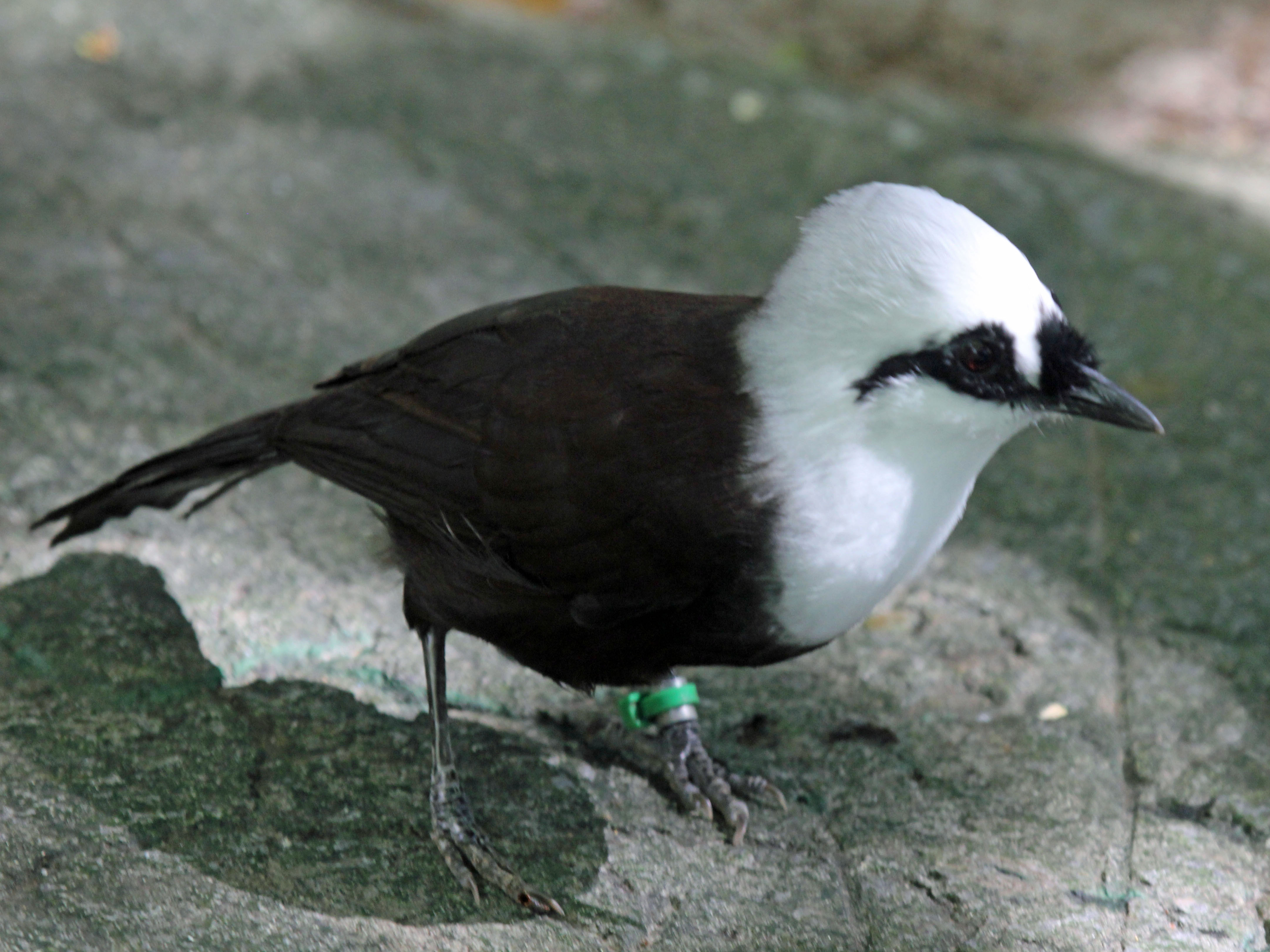
Garrulax bicolor
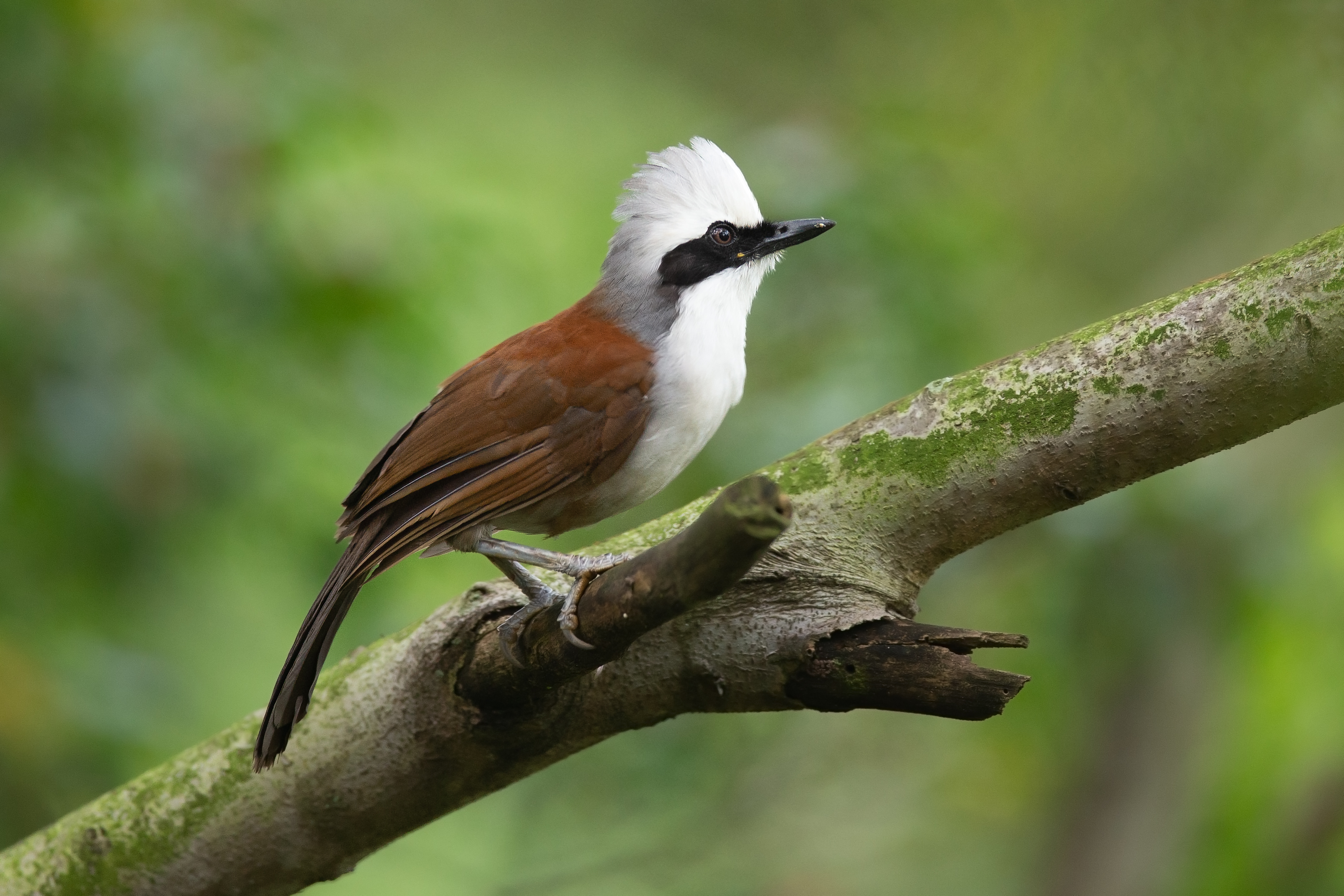
Garrulax leucolophus
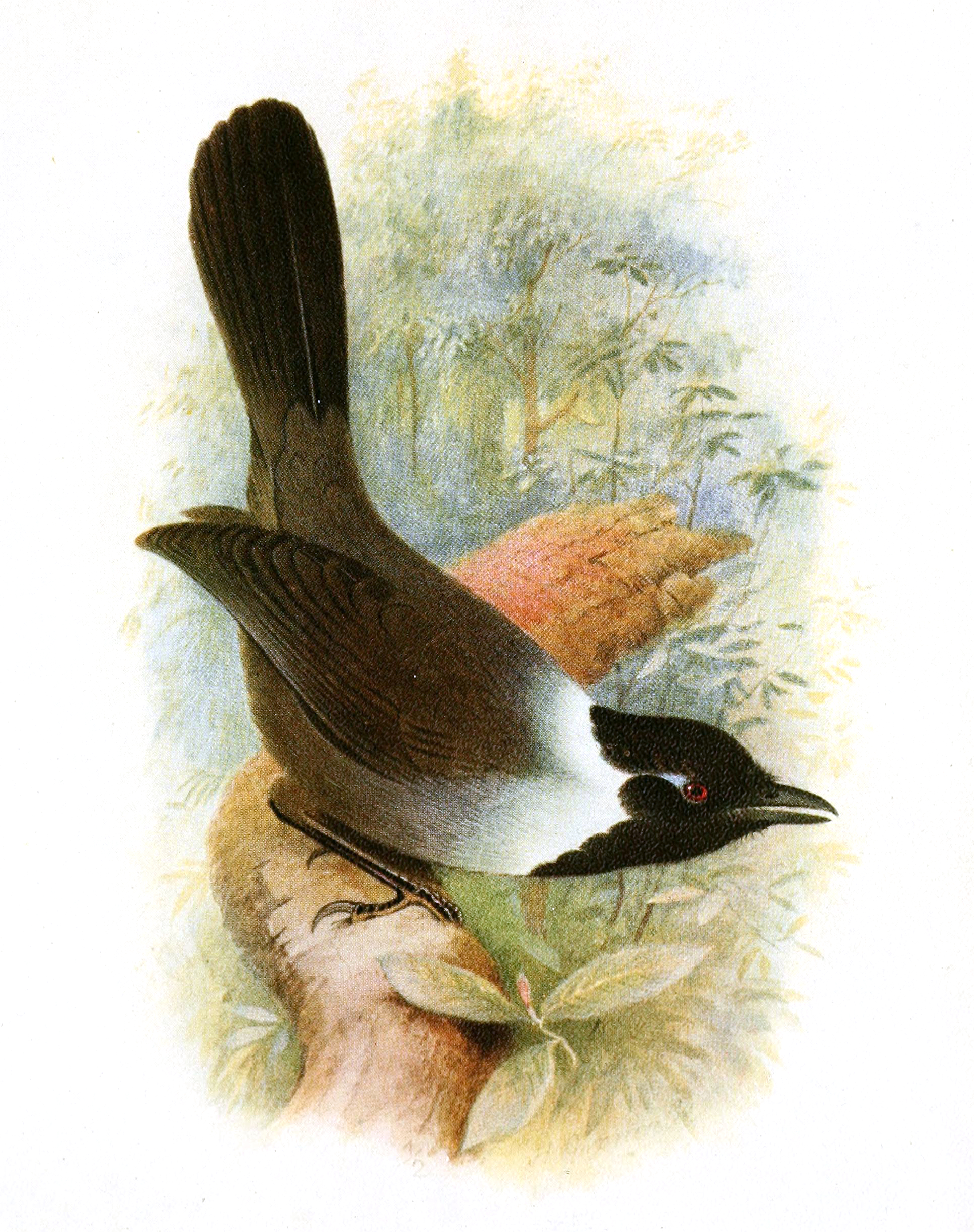
Garrulax milleti
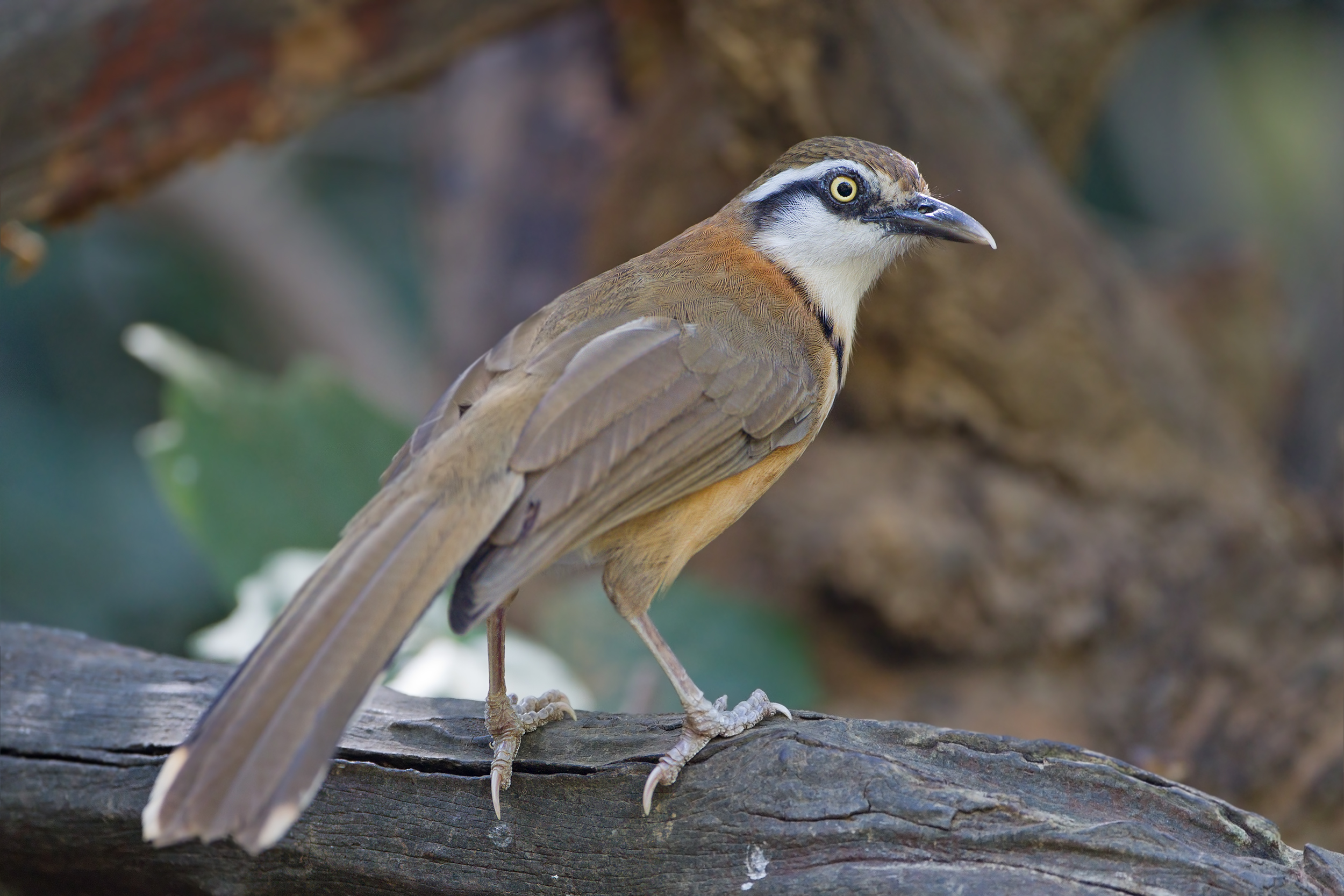
Garrulax monileger
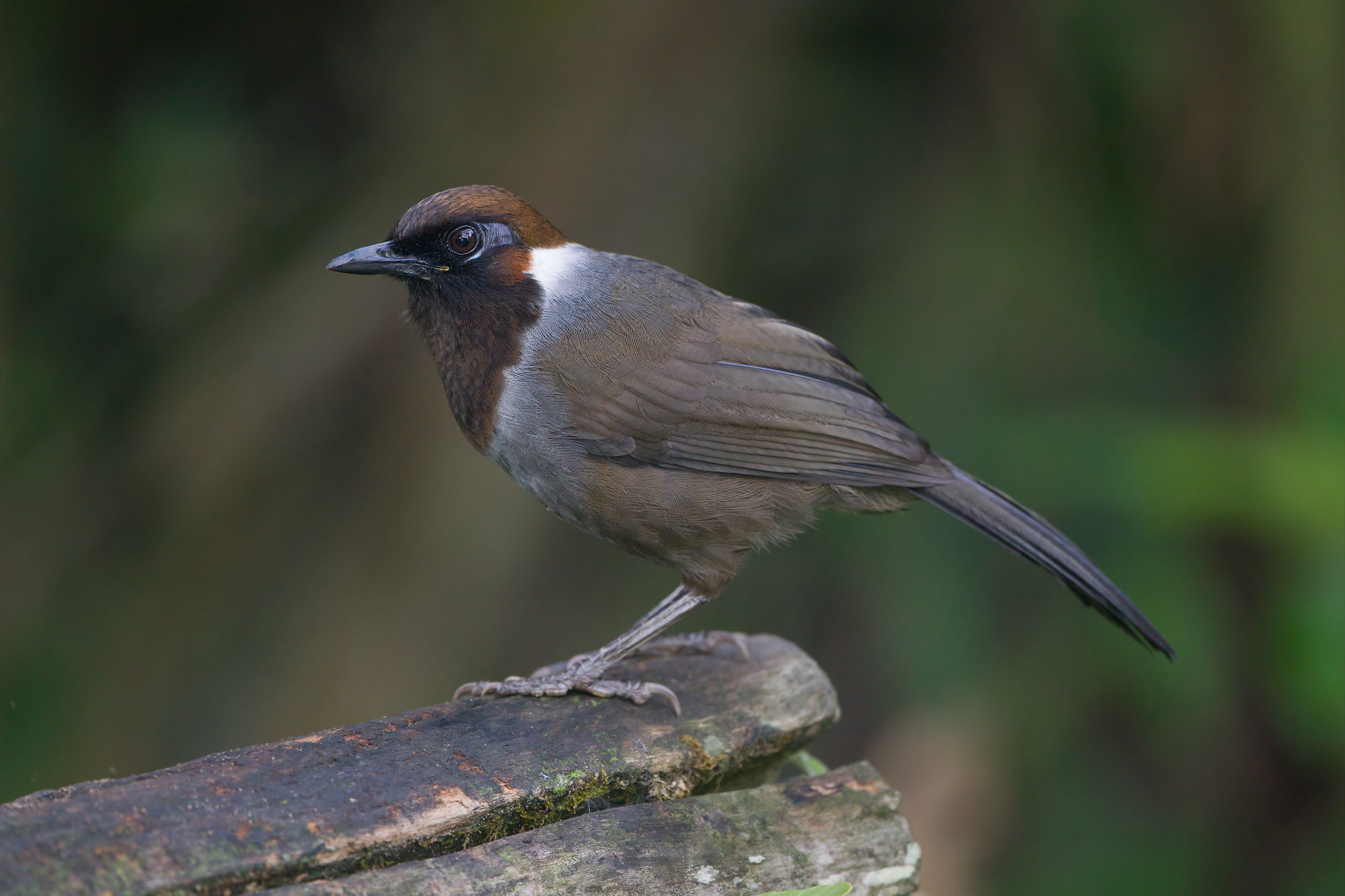
Garrulax strepitans